# Sjukura Kobuleti
Sjukura Kobuleti är en georgisk fotbollsklubb från Kobuleti som för närvarande spelar i Pirveli Liga.
Klubben spelar sina hemmamatcher på Tsentraluri stadioni Kobuleti, i folkmun Tjele Arena. Sjukura har inte nått några större framgångar, men nådde säsongen 2012/2013 sextondelsfinal av den georgiska cupen 2012/2013.
Säsongen 1993/1994 spelade klubben i landets högsta division, Umaghlesi Liga. Man åkte dock ur divisionen direkt.

## Placering tidigare säsonger
| Säsong | Nivå | Liga            | Placering | Referens |
| ------ | ---- | --------------- | --------- | -------- |
| 2018   | 2    | Erovnuli Liga 2 | 7         | [ 1 ]    |
| 2019   | 2    | Erovnuli Liga 2 | 6         |          |